# 陈季良
陈季良（1883年—1945年），本名陈世英，字季良，以字行，福建福州人。中华民国海军將領，长期统率中华民国海军第一舰队。最终军阶为海軍上將，是中华民国唯一获授勋五次的海军将领。

## 简历
1897年，入读南京江南水师学堂第四届驾驶班。毕业后在防护巡洋舰海容號上任鱼雷、枪炮大副。武昌起义后积极支持革命。
1918年，海军成立江防舰队。1919年，舰队从上海北上，计划绕道俄罗斯远东地区，从俄罗斯控制的黑龙江入海口溯流而上驶入中国境内。此时陈世英为舰队其中之一，炮舰江亨号的舰长。舰队9月中旬抵达尼古拉耶夫斯克（中文旧称庙街），原领队、运输舰靖安号舰长甘联璈率舰返航，陈世英接任领队，率领舰队继续前进。舰队在前往哈巴罗夫斯克（中文旧称伯力）时，遭到白俄高梅科夫少将的炮兵袭击，被迫退回尼古拉耶夫斯克。中国政府与白俄当局进行交涉无果，舰队只能滞留当地过冬。
1920年初，红军游击队攻入尼古拉耶夫斯克，旋即与当地留守的日本干涉军发生冲突并展开激战。因为海面封冻，日军缺乏援助；但红军游击队装备不足，缺乏攻坚能力，也难以击败日军。游击队转而求助于滞留此地的中国舰队。陈世英等经过讨论后决定借出江亨号的一门3英寸炮并6发炮弹，以及武装拖轮利川号的一门5响格林炮并3排计15发炮弹予游击队（另一说除两门舰炮外还有两挺机枪）。红军利用借来的武器攻入日军据点，此即廟街事件（日方称尼港事件）。此事震动日本国内，日方指责中国军人直接参加了战斗，而北洋政府辩称断无此事，而且也没有蓄意支援红军的行为。同年4月解冻后日本海军20余艘军舰包围了中国舰队，而中国军舰一边备战，一边也做好了自沉的准备。同年6月中日政府联合代表对时间展开调查，一直争辩无果。双方僵持不下时，10月红军取得重大进展，日军只能撤退至哈尔滨，中国舰队总算得以继续前进。对于事件的定性，中国政府官方声明为“舰炮误由白党落于红党之手，舰长未及追究为憾”，赔款3万元、向日本道歉、并宣布将涉事舰长陈世英撤职永不叙用。随后陈世英南下，把字季良改为正名，旋即获颁文虎勋章，任炮舰楚观号舰长。
1921年，任海军长江游击队队长。
1922年2月，升任海容号舰长。
1923年，晋升为海军上校。
1924年，晋升为海军少将。
1925年2月，任海军第一舰队司令，兼任闽厦警备司令。
1926年7月9日，国民革命军发动北伐战争。此时陈季良驻马尾。时任海军部总长杜錫珪和海军总司令楊樹莊会晤后，由杨树庄同國民革命軍进行联系，同时陈季良辖下的第一舰队采取避战策略，并未与北伐军发生大规模交战。10月，何应钦率领北伐军东路军进入福建，击败北洋政府漳州、泉州镇守使张毅麾下的第一军。11月26日张毅部撤至乌龙江南岸，试图渡江退往福州。此时海军表面上尚效忠北京政府，未转投北伐军；但陈季良下令驻闽江的舰艇升火待命，并派炮舰趁张毅部渡江时发起攻击，迫使余部转至南港方向。随后第一舰队派出海军陆战队协同北伐军进攻瓜山一带张毅军主力，海军出动炮队、军舰炮击，同时多艘军舰在涵江和闽江一带巡逻拦截张毅军运输船，迫使孤立无援的张毅部投降。
北伐后海军投入南京国民政府旗下，陈季良除原职外，历次兼任福建临时政治委员、福建省政府委员、国民政府军事委员会委员。
1929年，南京国民政府海军部成立，取代原有的军政部海军署。陈季良兼任常务次长（后该职转予练习舰队司令陈训泳）。
1930年4月，兼任海军陆战队总指挥。
1933年7月5日发生薛家岛事件，原东北海军海圻號、海琛號、肇和號驶往香港，准备南投广东海军。海军部立即派宁海号偕海容號、逸仙號前往香港试图说服三舰官兵，终究慢了一步，三舰加入了广东海军。
同年10月26日，福建省政府及第十九路军与中国工农红军达成协定，停战结盟，共同抗日反蒋。11月20日中华共和国人民革命政府成立，福建事变爆发。驻闽海军陆战队拒绝听从新政府命令，海军各舰也云集闽浙沿海进行封锁。12月中旬，效忠南京国民政府的军队开始从陆地上发起进攻。12月月底陈季良南下三都，指挥海军各舰、陆战队等向福建人民革命军进攻。
1935年9月，晋升为海军中将。同年6月15日，已投粤的海圻号、海琛号两舰官兵因不满陈济棠，再次发生哗变，扣压了舰上粤籍官兵，前往香港。各方纷纷派出代表进行游说，甚至连日本驻广州领事也赶到香港试图游说两舰投奔满洲国。蒋中正也派出邢森洲进行游说，说服两舰前往南京。6月21日两舰北上，而身为闽系的中央海军派出第一舰队的宁海号、應瑞號、海容号、海籌號、逸仙号，由陈季良率领进行阻拦。宁海号对两舰进行了一轮威吓射击，迫使两舰退回香港。7月4日海军军令处处长陳策前往香港进行调停，事件方告一段落。
1937年8月11日，以平海号为旗舰，在江阴指挥封锁长江的行动。淞沪会战爆发后，指挥舰队在江阴要塞处进行防空作战。9月22、23两日，日军对江阴中国舰队发动大规模空袭，陈季良下令死战，各舰不得后退，旗舰平海号不得降下将旗。但日机轮番轰炸对中国军舰造成重创，8月23日14:40陈季良被迫下令各舰后撤。23日晚平海号搁浅，官兵撤离弃舰，陈季良改逸仙號为旗舰。25日，日军再度发动空袭，击沉逸仙号，陈季良亦在該戰役中遭彈片貫穿腰部受傷。
傷癒後，轉任海軍第一校閱組組長，任務為對各江防要塞進行巡查。1944年升任行政院海軍總司令部參謀長兼中華民國海軍第一艦隊司令。1945年4月14日因舊傷復發病逝于四川万县天生城，享年62歲，国民政府追晋为海军上将。

## 荣勋
- 1920或1921年 文虎勋章
- 1923年
  - 1月 三等宝光嘉禾章
  - 11月 三狮军刀
- 1930年1月 三等宝鼎章
- 1936年
  - 2月 三等云麾勋章
  - 7月 国民革命军誓师十周年纪念勋章
- 1937年1月 二等云麾勋章